# Viscainoa geniculata
Viscainoa geniculata är en pockenholtsväxtart som beskrevs av Edward Lee Greene. Viscainoa geniculata ingår i släktet Viscainoa och familjen pockenholtsväxter. Utöver nominatformen finns också underarten V. g. pinnata.